# Bătălia de la Badr
Bătălia de la Badr (în arabă:غزوة بدر - Ghazwat Badr) (17 Ramadan, anul 2 de la Hegira; 13 martie 624) a fost o bătălie-cheie din istoria islamului și a fost prima dintr-o serie de bătălii purtate între arabii musulmani și arabii păgâni din tribul Quraiș, trib ce conducea orașul Mecca. Această bătălie, victorioasă pentru Muhammad și oștenii săi -mujahidun (refugiati din Mecca la Medina) și „Ansar” locali, menționată și în Coran a rămas în tradiția istorică a islamului și a arabilor ca o pildă a calităților militare ale lui Muhammad și a succesului motivației legate de noua credință monoteistă, însoțită de un spirit de disciplină și un dispreț față de moarte. Descrierile acestei lupte se găsesc în izvoarele tradiționale islamice, mai precis în scrierile Sira și Maghazi, precum și în culegerile de Hadith.

## Istorie
În anul 624, la doi ani după ce Profetul Muhammad și adepții săi au fugit de la Mecca la Medina, tribul Quraiș i-a trimis o scrisoare de amenințare lui Abdullah ibn Ubai ibn Salul, conducătorul orașului Medina, în care scria că dacă nu îi va alunga pe Muhammad și pe musulmani din Medina, atunci tribul Quraiș va invada orașul și îi vor ucide pe toți. În acest context, locuitorii din Mecca au organizat în mod regulat raiduri în Medina, nelăsându-le musulmanilor nici o altă alegere. Ei trebuiau să câștige această luptă și să-și consolideze controlul asupra drumului comercial din regiune, pentru a-i forța pe cei din tribul Quraish și celelalte triburi ostile musulmanilor să-și reconsidere politica.
În toamna anului 623, o caravană de o mie de cămile a quraișilor din Mecca se întorcea din Siria-Palestina la Mecca, ducând cu ei bunuri în valoare de  50.000 de dinari de aur și păzite  de numai de 40 de oameni. Musulmanii lui Muhammad aveau 300 oșteni și nu se așteptaseră să întâlnească doar 40 de bărbați, dar din porunca lui Muhammad nu au trecut la atac. Astfel, caravana a scăpat cu bine, dar conducătorul ei, Abu Sufyan ibn Harb, negustor și militar priceput, dintre adversarii lui Muhammad la Mecca, a chemat de urgență o oaste mai mare de 1000 de oameni, 100 de cai și aproape 200 de cămile, cu scopul de a-i extermina odată pentru totdeauna pe musulmani.
Profetul a decis să-i aștepte pe politeiști în orașul Badr, situat între Mecca și Medina, la circa 137 km sud vest de Medina. Musulmanii și-au așezat tabăra lângă cea mai apropiată fântână și au colectat apa, închizând celelalte fântâni și lipsindu-i pe quraiși de surse de apă. A doua zi, ambele oști s-au întâlnit gata de luptă. În Coran se spune că Profetul Muhammad a spus la începutul bătăliei următoarele cuvinte: „O, Allah, îngâmfații și aroganții din neamul Quraish sunt aici deja, sfidându-Te pe Tine și pe Trimisul Tău. O, Allah, aștept victoria pe care Tu ne-ai promis-o. Te implor, o, Allah, să-i învingi!”
Conform Coranului, quraișii erau siguri că vor învinge, fiind încrezători în superioritatea lor numerică , dar Muhammad a spus că doar Allah decide cine învinge. Tot în Coran se spune că Profetul i-a îndemnat pe oamenii săi să nu folosească săgețile, iar săbiile să le folosească doar când inamicii sunt foarte aproape.
Bătălia a început într-o formație de trei conducători pe fiecare latură:
- Hamza ibn 'Abd al-Muttalib (unchiul Profetului) împotriva lui Utba ibn Rabi'ah;
- Ali ibn Abi Talib (vărul Profetului) împotriva lui Walid ibn Utbah;
- Ubaidah ibn Al-Harith împotriva lui Shaybah ibn Rabi'ah;

În timpul bătăliei multe căpetenii din tribul Quraiș au murit. Printre ele s-au numărat Șayba ibn Rabi'ah, Walid ibn Utbah, Utba ibn Rabi'ah, Umayyah ibn Khalaf și chiar Abu Jahl, unul dintre cei mai mari dușmani ai musulmanilor.
În final, Coranul menționează că în timp ce Profetul Muhammad se ruga lui Allah, a coborât din cer o armată de îngeri, conduși de îngerul Jibril și au înfrânt armata quraișilor, apoi au dispărut. În această luptă de la Badr, musulmanii au obtinut o primă decisivă victorie militară asupra adversarilor lor din Mecca. Ea a anunțat întemeierea puterii temporale a lui Muhammad.